# Franc Cifer
Franc »Feri« Cifer, slovenski nogometaš in trener, * 16. februar 1971.
Cifer je bil dolgoletni nogometaš Mure v slovenski ligi, ob koncu kariere pa je igral tudi za Nafto. Skupno je v prvi slovenski ligi odigral 291 prvenstvenih tekem in dosegel 22 golov, od tega je odigral 288 tekem in dosegel vseh 22 golov za Muro.
Za slovensko reprezentanco je med letoma 1994 in 1996 odigral sedem uradnih tekem.